# Vrachonisída Ágios Andréas
Vrachonisída Ágios Andréas är en ö i Grekland.   Den ligger i prefekturen Nomós Dodekanísou och regionen Sydegeiska öarna, i den sydöstra delen av landet, 300 km öster om huvudstaden Aten.
Terrängen på Vrachonisída Ágios Andréas är varierad. Öns högsta punkt är 21 meter över havet. 